# Droga A108 (Rosja)
Droga A108, duża obwodnica Moskwy, duża betonka, betonka (ros. Автомобильная дорога федерального значения А108, Московское большое кольцо (МБК), «Большая бетонка», «Бетонка») – droga znaczenia federalnego w Rosji, znajdująca się na obszarze obwodów: moskiewskiego, włodzimierskiego oraz kałuskiego. Jej przebieg stanowi pierścień drogowy wokół Moskwy. Znajduje się w odległości 20–40 km od małej obwodnicy oraz 70–80 km od centrum stolicy. Znaczna część drogi ma nawierzchnię betonową. Szerokość jezdni waha się od 7 do 15 metrów.
Droga została zbudowana w czasach zimnej wojny. Ze względu na strategiczne znaczenie trasy nie była oznaczana na mapach aż do 1993 roku, a także nie mogły poruszać się nią prywatne pojazdy.